# NGC 1588
NGC 1588 ist eine Elliptische Galaxie vom Hubble-Typ E5 im Sternbild Stier auf der Ekliptik. Sie ist schätzungsweise 154 Millionen Lichtjahre von der Milchstraße entfernt und hat einen Durchmesser von etwa 55.000 Lichtjahren. Gemeinsam mit NGC 1587 bildet sie das isolierte und wechselwirkende Galaxienpaar KPG 99 oder Holm 76.
Im selben Himmelsareal befindet sich u. a. die Galaxie NGC 1586, NGC 1589, NGC 1593.
Das Objekt wurde am 19. Dezember 1783 von Wilhelm Herschel entdeckt.